# Fileja
Fileja er en pasta, der er typisk for provinsen Vibo Valentia, Calabrien. De fremstilles af durumhvede-semolina og vand, og de formes ved at omvikle pastaen omkring en tynd stok (dinaciulu), hvilkte skabet en hult rør med en længde på omkring 20 cm.